# Bocca di Leone

Bocca di Leone im Dogenpalast in Venedig

Mit dem Namen Bocca di Leone (venetisch Boche de Leon ‚Löwenmaul‘) wurden in der alten Republik Venedig „Beschwerdebriefkästen“ bezeichnet, die der Aufnahme von schriftlichen Anzeigen und Beschwerden an die Staatsorgane dienten.

## Zweck und Funktion

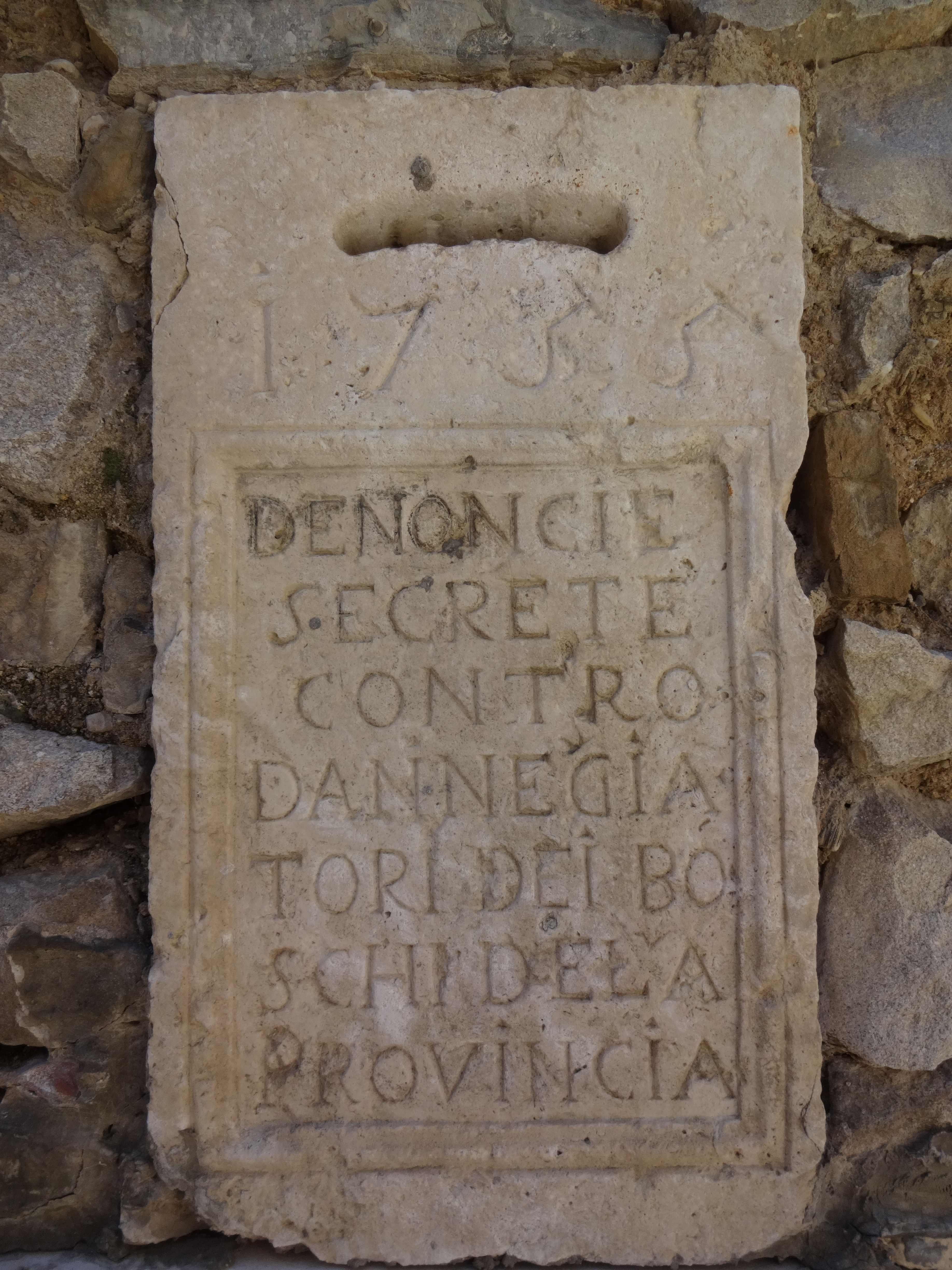
Beschwerdebriefkasten in Buzet (Istrien) aus venezianischer Zeit (1755)

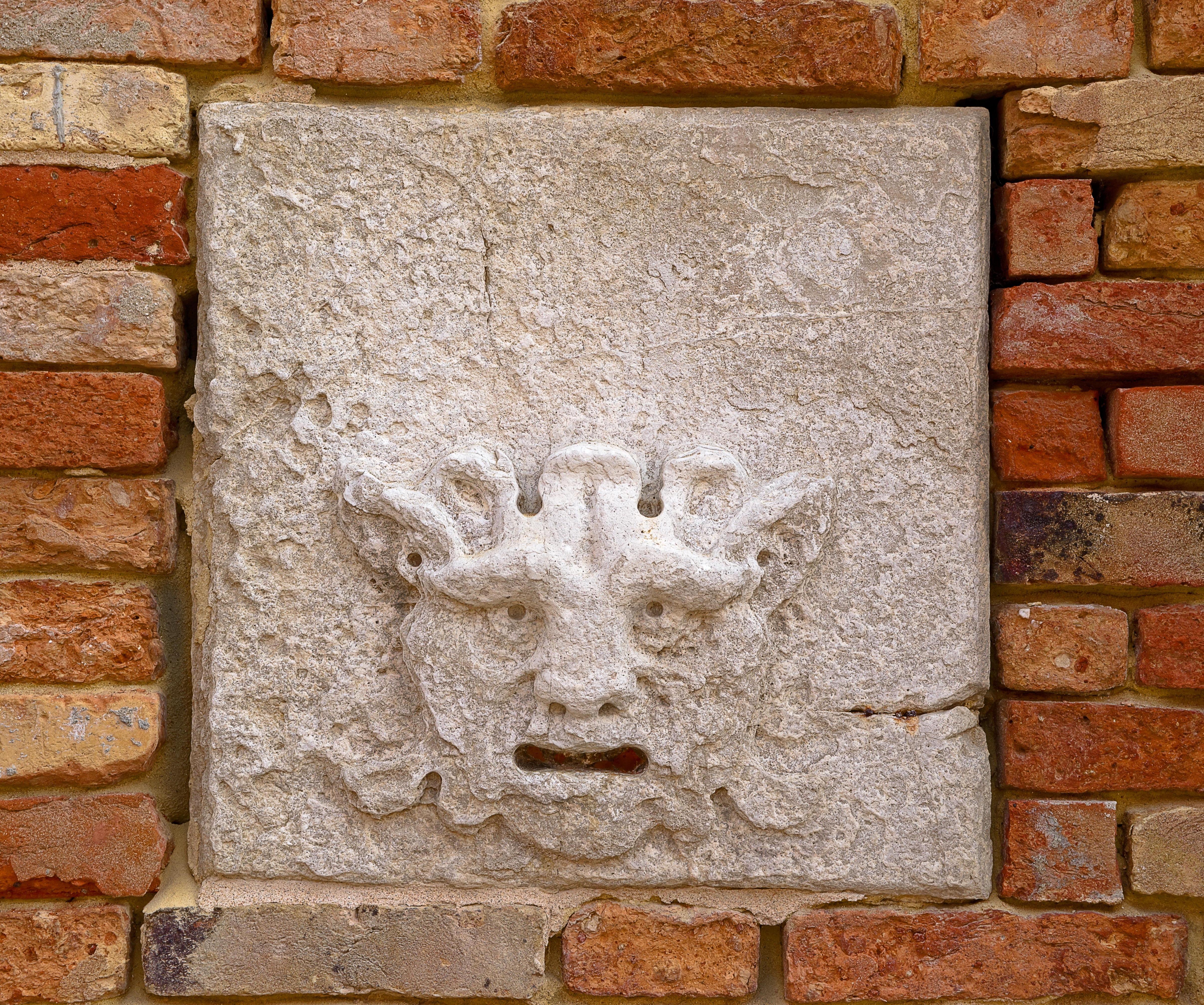
Bocca di Leone chiesa di San Martino

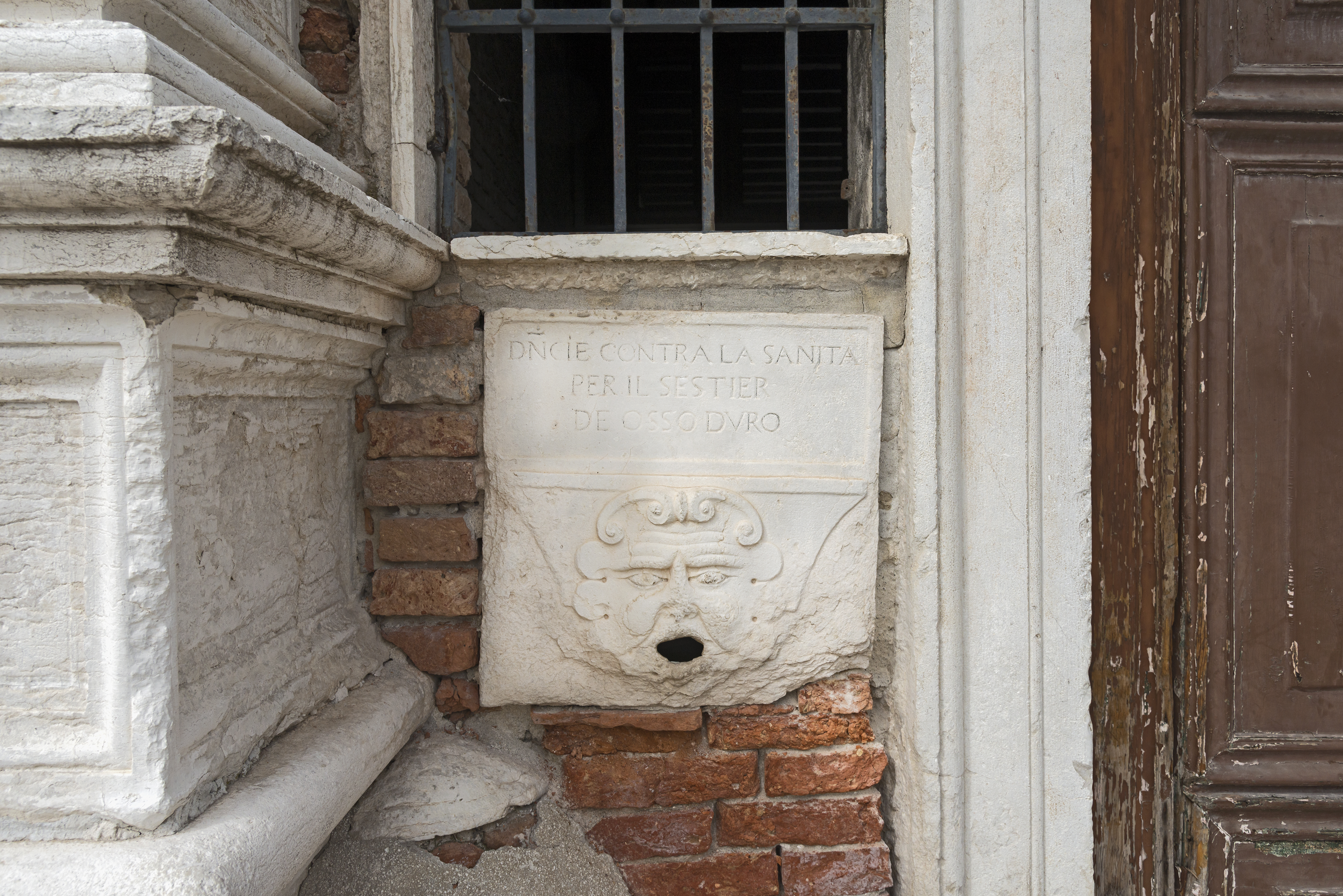
Bocca di Leone Santa Maria della Visitazione

Der Name „bocca“ (Maul) rührt daher, dass diese in die Wand eingelassenen Briefkästen oft ein aufgerissenes Maul eines Löwen zum Einwerfen der schriftlichen Anzeigen aufwiesen. Der Löwe sollte an den Markuslöwen, Symbol der Republik erinnern. Diese Briefkästen waren über die ganze Stadt verteilt, waren aber besonders in und um den Dogenpalast zu finden.
Die Geheimhaltung der Anzeigen wurde garantiert, anonyme Anzeigen wurden vernichtet. Lediglich bei schwerwiegenden anonymen Anschuldigungen wurden Ausnahmen gemacht, wobei eine genaue Prüfung vorgeschrieben war. Anzeigen, die die Sicherheit des Staates betrafen, wurden an die dafür zuständigen Gremien, die Staatsinquisitoren oder an den gefürchteten Rat der Zehn, weitergeleitet.
Heute findet man noch „bocche di leone“ im Dogenpalast und an der Fassade der Kirche Santa Maria della Visitazione. Auch in einigen anderen Städten des ehemaligen venezianischen Herrschaftsbereichs sind diese Briefkästen noch erhalten, wie z. B. in Buzet/Istrien im heutigen Kroatien. Der Einwurfschlitz ist dabei nicht zwingend von einer Löwenmaulgestaltung umgeben.